# Изофия Калишевского
Изофия Калишевского (лат. Isophya kalishevskii) — вид прямокрылых насекомых из семейства Настоящие кузнечики.

## Описание
Средний по размеру вид. Длина тела 16—24 мм. Окраска тела зеленая, желтоватая, довольно часто со светлыми полосками, проходящими сверху на брюшке. Встречаются также и особи с чёрным рисунком на голове, переднеспинке и брюшке. Переднеспинка у самцов вогнутая, седловидная; у самок — прямая или несколько вогнута. Надкрылья укороченные, у самцов в 1,5—2 раза длиннее переднеспинки, вздутые. Надкрылья самок округлые. Оба пола не способны к полёту. Церки в вершинной трети дуговидно загнутые внутрь, постепенно суживающиеся к вершине с заостренным зубчиком. У самок генитальная пластинка самок поперечная, с закругленным задним краем. Яйцеклад короткий, в два раза длиннее переднеспинки, дуговидно изогнут, на своей вершине по краям имеет 6—9 крупных зубцов.

## Ареал
Узкоэндемичный вид. Ареал включает охватывает горные районы Абхазии в пределах Бзыбского, Абхазского хребтов (субальпийские луга у Отхары; верховья рек Сиписта и Шоудиди, гора Марух у истоков реки Чхалта) и южных склонов ГКХ (субальпика в районе озера Рица — Авад-хара, перевал Марух), а также районе Сочи в пределах Западного Кавказа.
В Краснодарском крае вид встречается в окрестностях Красной Поляны, на склонах гор Ачишхо, Чугуш, Аибга.

## Биология
Распространён в горных районах на высотах 800—2000 м н.у.м. Встречается на полянах, на субальпийских и альпийских лугах, опушках верхней границы леса, придерживается широколистных травянистых растений. Обычный, не редкий вид. Развивается в год с одной генерацией. Зимует стадия яйца. Малоподвижный, оседлый вид.

## Охрана
Вид занесён в Красную книгу Краснодарского края